# Altadis
Altadis, S. A. (acrónimo de «Alliance Tobacco Distribution») es un grupo multinacional del sector del tabaco y de la distribución, nacido  en 1999 de la fusión de la española Tabacalera y de la francesa Seita (Société d'exploitation industrielle des tabacs et des allumettes). En enero de 2008 el 100% de sus acciones fueron adquiridas por la empresa británica Imperial Tobacco Group PLC.
Altadis es actualmente el tercer fabricante de cigarrillos en Europa. El mercado del cigarro cuenta con pocos grandes actores internacionales. Dispone de una cartera de marcas prestigiosas de habanos gracias a su participación al 50 % en la empresa mixta Corporación Habanos con el Estado cubano, adquirida en 2000. También invierte recursos en otras actividades distintas a la venta de tabaco como parte de un proceso de diversificación.

## Organización
Se compone de tres divisiones principales, las dos primeras de fabricación y la tercera de distribución y logística:
- Cigarrillos: cuyas marcas principales son Gauloises, Fortuna, Gitanes, Ducados, Nobel, Royale, Amsterdamer.
- Cigarros: Cohiba, Montecristo, Partagás, Don Diego, Romeo y Julieta, Longchamp, Vegafina.
- Distribución: con las filiales Logista, Nacex, Integra2, Logesta y otras, para la distribución de labores de tabaco, timbre, productos farmacéuticos, publicaciones y libros, paquetería y logística promocional.

## Datos bursátiles

### Accionariado
(Datos antes de la adquisición por Imperial Tobacco, propietaria del 100% de las acciones actualmente)
Inversores institucionales 86%, Inversores individuales 10%, Otros (empleados,...) 4%.
El 28 de enero de 2008, según informa la Comisión Nacional del Mercado de Valores fue adquirida por Imperial Tobacco, empresa que tiene su sede en Bristol, Inglaterra (Reino Unido).
Las acciones de Altadis cotizaron en el Mercado Continuo hasta el 4 de febrero de 2008. Hasta entonces, el valor formaba parte del índice Ibex 35, que agrupa a las 35 empresas cotizadas más líquidas del mercado bursátil español.